# Van Albada (cràter)

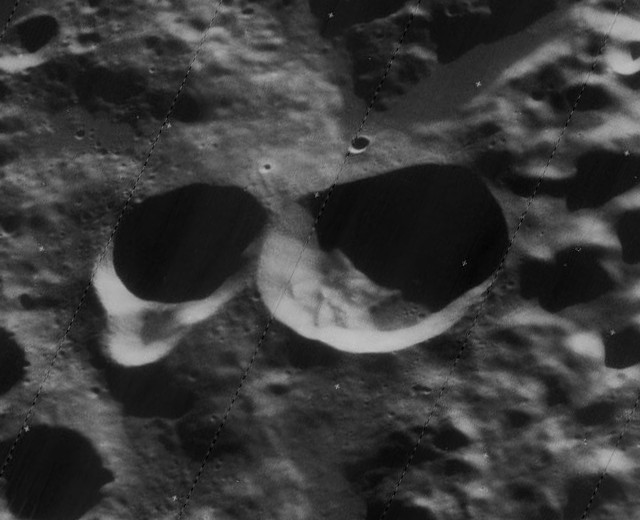
Vista obliqua de Van Albada (esquerra) i Auzout (dreta), Lunar Orbiter 4

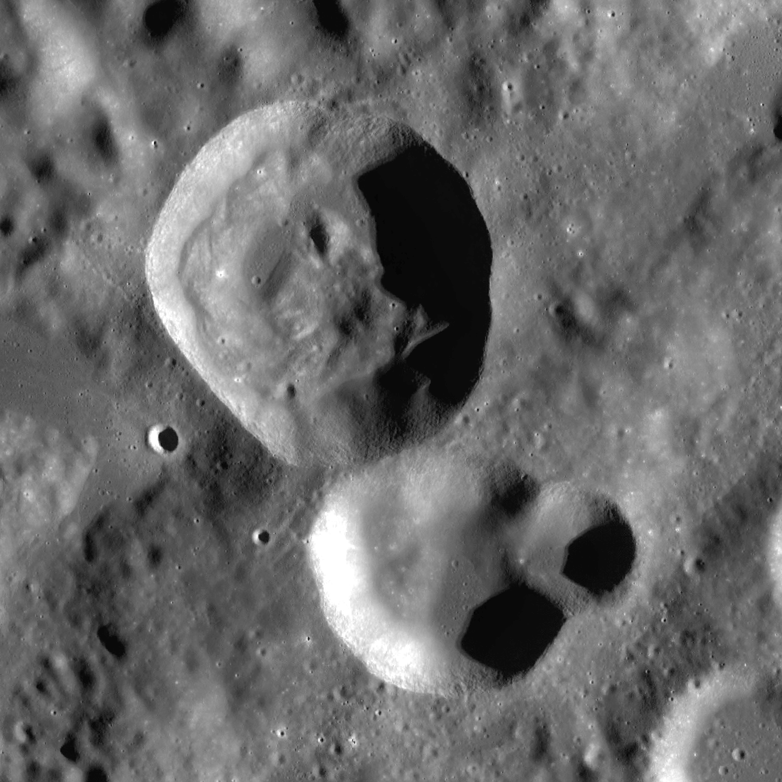
Imatge LRO, von Van Albada en la part baixa de la imatge

Van Albada és un cràter d'impacte lunar que està unit al bord sud-sud-est d'Auzout. Es troba al sud-est de la Mare Crisium, i al nord-nord-est del cràter més gran Firmicus. Directament a l'est es troba Krogh.

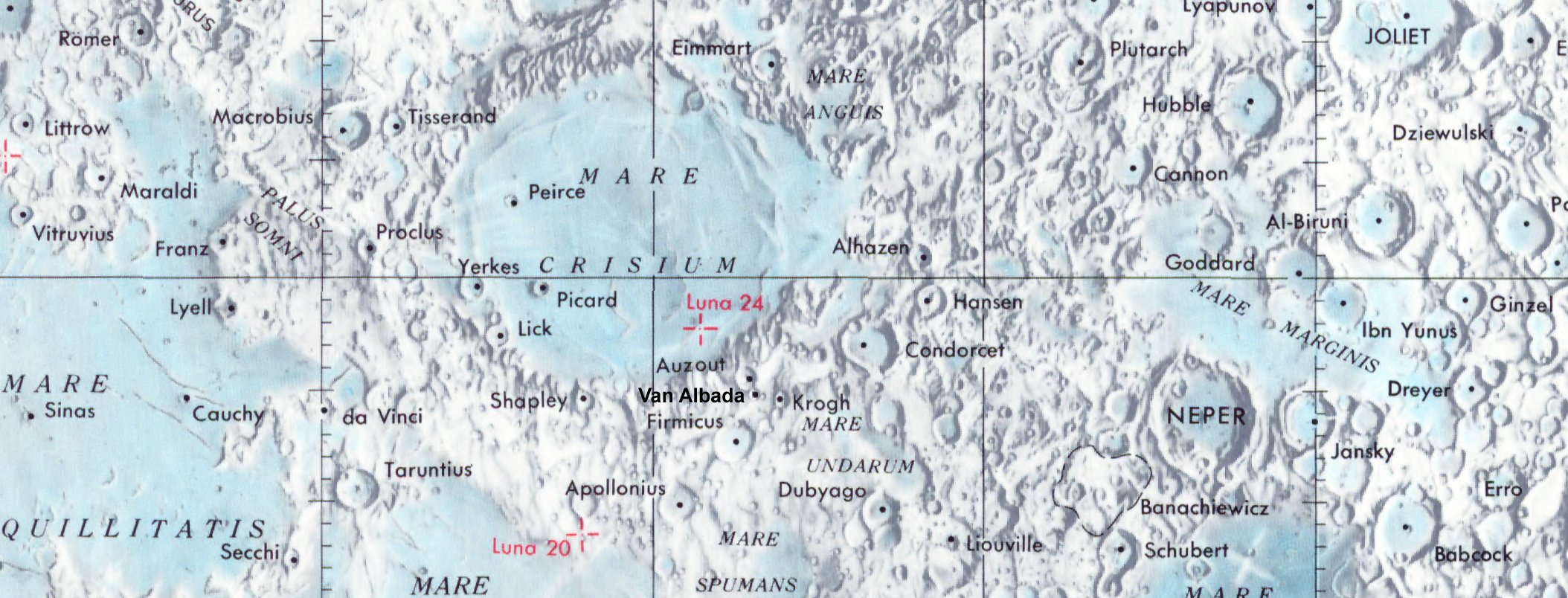
Localització de Van Albada (centre de la imatge)

Encara que el perímetre de van Albada és aproximadament circular, presenta una petita inflor cap a l'exterior en el sector nord-oest, i un cràter més petit travessa la vora per l'est. La paret interior és lleugerament més ampla al nord que en altres llocs, probablement perquè es recolza en les rampes exteriors d'Auzout. El sòl interior és més fosc que el terreny circumdant, amb una albedo que coincideix amb la de la mar lunar situada al nord-oest.
El cràter porta el nom de l'astrònom neerlandès Gale Bruno van Albada (1911-1972). Aquest cràter va ser designat prèviament Auzout A abans de rebre el seu nom actual per acord de la UAI.